# Десантные катера на воздушной подушке проекта 12061
Десантные катера на воздушной подушке проекта 12061 «Мурена», по кодификации НАТО — Tsaplya class — серия советских и российских высокоскоростных десантных катеров на воздушной подушке (ДКВП) предназначенных для высадки морского десанта на необорудованное побережье.
Относятся к кораблям 4-го ранга.

## Разработка
Тактико-техническое задание было сформировано и выдано в 1979 году. Разработкой проекта занялись в ЦМКБ «Алмаз». Одним из требований по заданию была возможность оказания огневой поддержки десанта, ведя кратковременный огонь по береговой линии. Также одним из требований было увеличение грузоподъемности. За основу проекта был взят проект катеров на воздушной подушке 1206 «Кальмар». Размеры катера были увеличены, а общее водоизмещение возросло до 150 тонн. Был обновлён состав радиотехнического оборудования. Главный конструктор — Ю. П. Семёнов. Главным конструктором сначала являлся Ю. М. Мохов, а затем — Ю. П. Семенов.
На салоне Euronaval-2014 во Франции был показан макет обновлённого десантного катера на воздушной подушке «Мурена-М». Предполагается, что их строительство может начаться в 2016 году в Хабаровске.

## Назначение
Основное назначение катеров проекта — высадка и сбор десанта и военной техники с оборудованных/необорудованных участков берега, транспортировка их морем. Также катера способны осуществить огневую поддержку высадки десанта, или выставить минные заграждения.

## Десантные возможности
Катера способны перевозить самоходную, буксируемую и не самоходную технику. Десантирование может проходить на берегах с вертикальной обрывистой кромкой высотой до 1,2 м, рвами глубиной до 1,5 м. При подъёме берега до 14° катер способен углубиться по нему до 3 метров на скорости до 15 узлов.
Варианты загрузки ДКА:
- 1 танк массой до 48,6 т.
- 2 бронетранспортёра.
- 2 боевые машины пехоты.
- 2 Грузовых автомобиля с буксируемыми артиллерийскими орудиями.
- До 140 морских пехотинцев в полной экипировке на грузовой палубе.
- Различные грузы массой до 42 тонн.

Для работ с не самоходной техникой катера оборудованы подъемной секцией (рампа) в носовой части, позволяющая проводить погрузку/выгрузку на десантную палубу.

## Конструкция
Корпус катера — цельносварной, выполнен из высокопрочного коррозионностойкого алюминиево-магниевого сплава. Воздушная подушка создается двумя нагнетательными агрегатами, каждый из которых оснащен осевым рабочим колесом диаметром 2,2 м. Эксплуатация катеров возможна при температурах до −40°С.

## Вооружение
- Две 30-мм автоматические установки типа АК-306 (боекомплект — 1000 снарядов) и система управления стрельбой ОПУ-1
- Две 30-мм установки БП-30 с гранатомётами АГС-17 «Пламя» в башнях (боекомплект — 800 гранат).
- Восемь комплектов переносных ЗРК типа «Игла».
- Комплект переносного устройства для постановки мин (боекомплект от 10 до 24 мин в зависимости от типа).

## Навигационные средства
- радиолокационная станция МР-244
- РЛС «Экран-1»
- гирокомпас ГКУ-2
- магнитный компас
- дрейфолаг

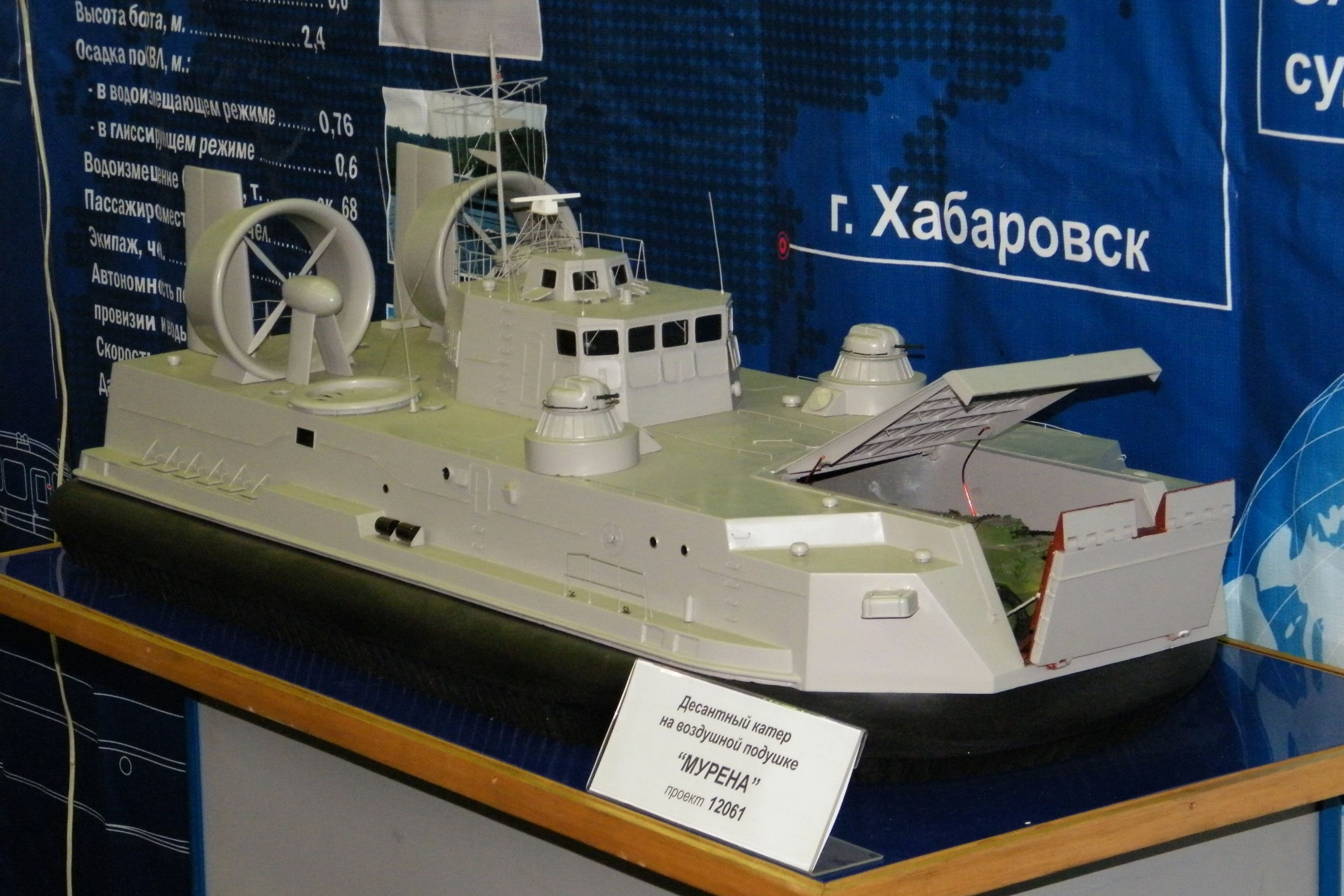
Модель КВП «Мурена» справа-спереди

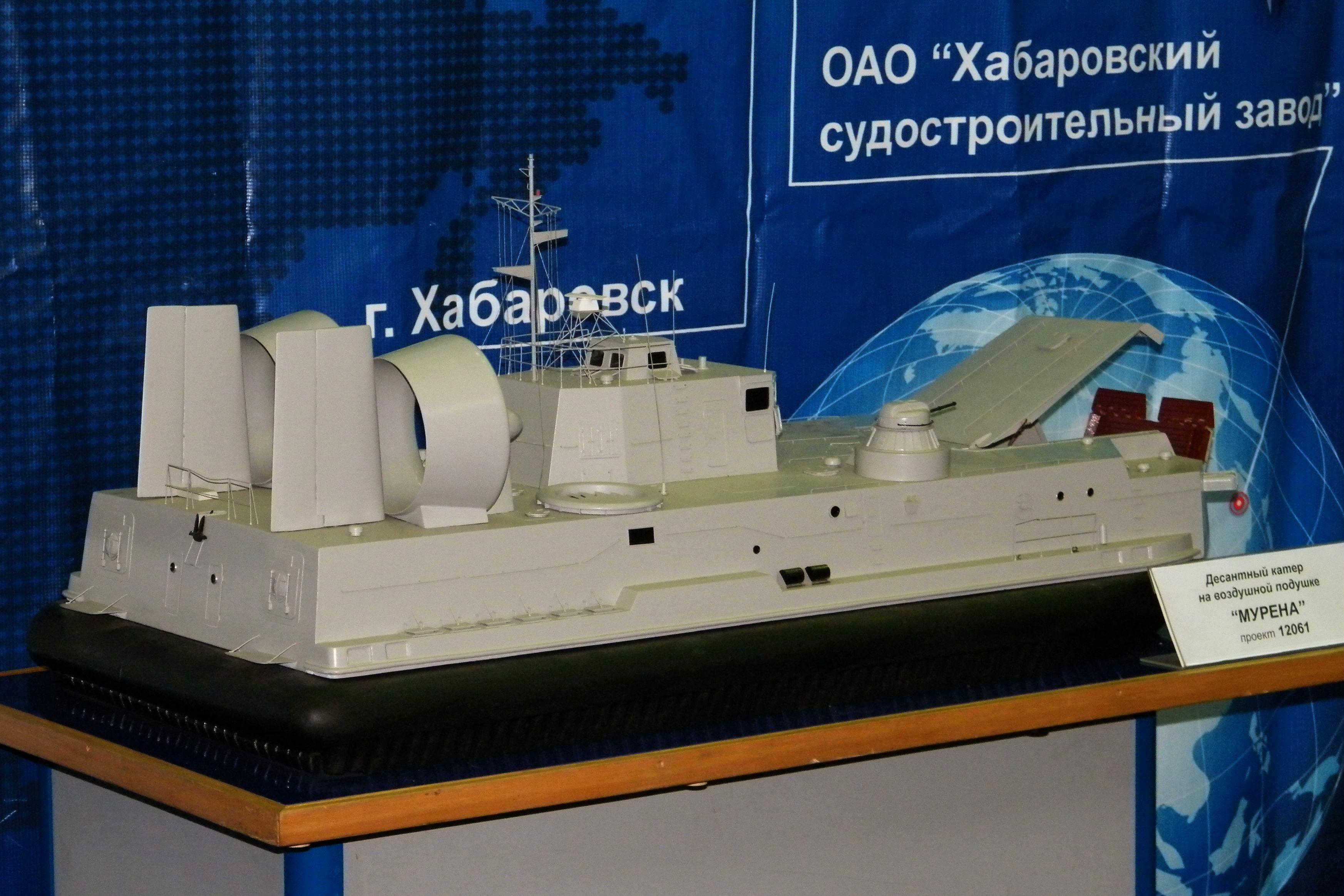
Модель КВП «Мурена», вид с кормы

- спутниковая навигационная аппаратура
- приёмоиндикатор системы «Декка»
- радиопеленгатор
- центральная гироскопическая система

## Главная энергетическая установка
Для привода нагнетателей воздушной подушки и воздушных винтов на катере установлены два высокотемпературных газотурбинных двигателя мощностью по 10 000 л. с. Для образования воздушной подушки используются 2 нагнетательных агрегата с осевым рабочим колесом диаметром 2,2 м.
Создание тяги для движения осуществляется двумя реверсивными винтами с принудительным управлением шага. Винты диаметром 3,5 м установлены в кольцевых насадках.
Электропитание потребителей осуществляется от двух газотурбогенераторов, мощностью по 100 кВт каждый.

## Производство

ДКВП пр. 12061 в Хабаровске. 1986 год

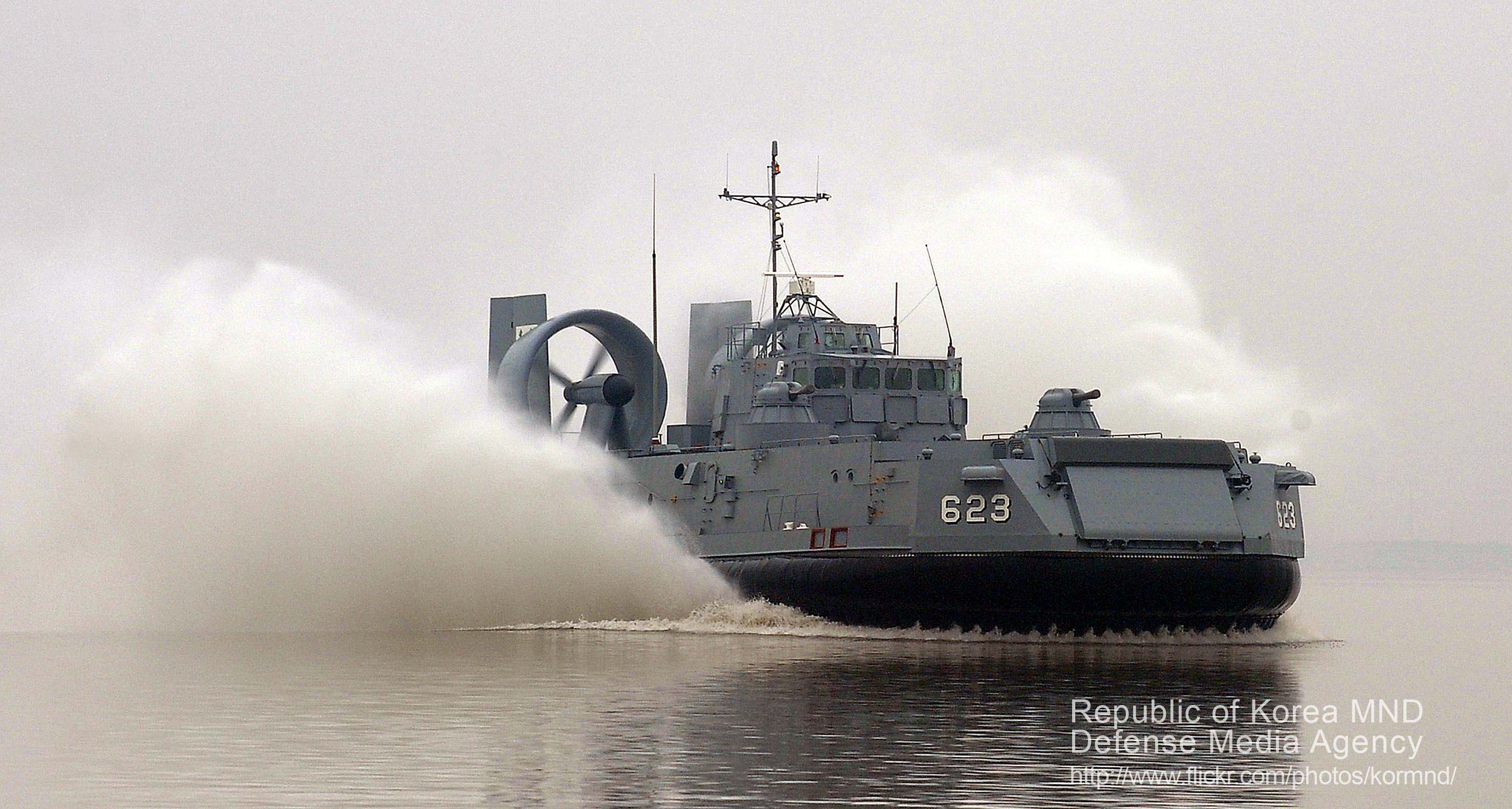
ДКВП пр. 12061Э ВМС Южной Кореи

На Хабаровском судостроительном заводе имени 60-летия СССР с 1985 по 1992 год были построены 8 единиц, поступивших на вооружение 28 БрРчК (г. Хабаровск), с 25 ноября 1994 года они перечислены в береговую охрану ПУ ФСБ России — к 2005 году все они были списаны и утилизированы за исключением одного — последний из восьми построенных для ВМФ СССР десантных катеров на воздушной подушке проекта 12061 (шифр «Мурена») Д-143 (ПСКР-143, заводской номер 317) находится на консервации в цеху АО «Хабаровский судостроительный завод». Также с 2002 по 2006 годы были построены три катера по экспортному проекту «Мурена-Э» (тип Solgae 621) для ВМС Южной Кореи.
В сентябре 2018 года было заявлено о планах строительства восьми катеров с 2019 по 2027 годы.

### Список десантных катеров проекта 12061
| Название | Зав.№ | Дата закладки | Спуск на воду | Ввод в строй | Состояние                                                                              | Примечание                            |
| -------- | ----- | ------------- | ------------- | ------------ | -------------------------------------------------------------------------------------- | ------------------------------------- |
| Д-453    | № 310 |               |               | 1985         | списан в 2004                                                                          | 25.11.1994 был перечислен БОХР России |
| Д-458    | № 311 |               |               | 02.04.1987   | списан в 2004                                                                          | 25.11.1994 был перечислен БОХР России |
| Д-259    | № 312 |               |               | 09.10.1987   | списан в 2004                                                                          | 25.11.1994 был перечислен БОХР России |
| Д-285    | № 313 |               |               | 1988         | списан в 2004                                                                          | 25.11.1994 был перечислен БОХР России |
| Д-447    | № 314 |               |               | 1989         | списан в 2004                                                                          | 25.11.1994 был перечислен БОХР России |
| Д-323    | № 315 |               |               | 1990         | списан в 2004                                                                          | 25.11.1994 был перечислен БОХР России |
| Д-142    | № 316 |               |               | 1991         | списан в 1996                                                                          | 25.11.1994 был перечислен БОХР России |
| Д-143    | № 317 |               |               | 1992         | списан в 2004, находится на консервации в цеху АО «Хабаровский судостроительный завод» | 25.11.1994 был перечислен БОХР России |

### Список десантных катеров проекта 12061Э
| Название | Зав. № | Дата закладки | Спуск на воду | Ввод в строй | Состояние | Примечание |
| -------- | ------ | ------------- | ------------- | ------------ | --------- | ---------- |
| LSF621   | № 330  | 24.04.2004    | 19.08.2005    | 29.09.2005   | в строю   |            |
| LSF622   | № 331  | 27.11.2004    | 22.09.2006    | 15.10.2006   | в строю   |            |
| LSF623   | № 332  | 23.04.2005    | 15.10.2006    | 30.12.2006   | в строю   |            |

ОАО «Хабаровский судостроительный завод» (бывший Хабаровский судостроительный завод имени 60-летия СССР), ныне входящий в состав ОАО «Объединенная судостроительная корпорация» планировалось возобновить строительство боевых кораблей на воздушной подушке «Мурена» в 2016 году. Также возможно заключение контракта на поставки «Мурен» в Южную Корею.
По данным на 24 апреля 2014 года планировалось, что «Хабаровский судостроительный завод» построит серию из 5 катеров проекта. Новые планы были озвучены 20 сентября 2018 года: 8 катеров на период с 2019 по 2027 годы.